# Condino
Condino település Olaszországban, Trento megyében.  Condino Bagolino, Breno, Brione, Cimego, Daone, Ledro, Storo és Castel Condino községekkel határos.

## Népesség
A település népességének változása: